# Woldemar von Arpshofen

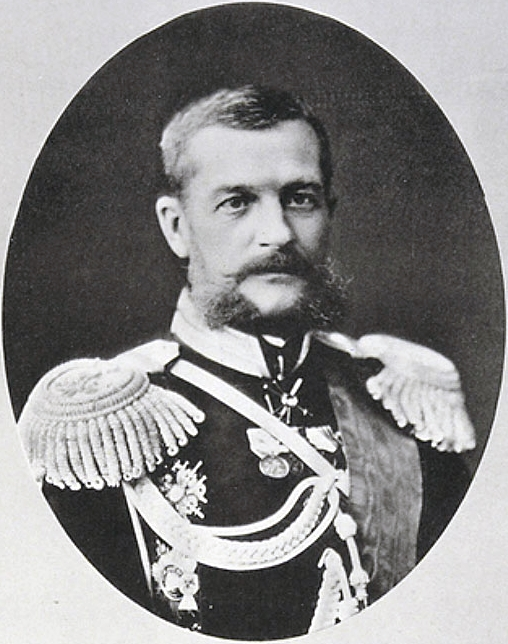
Karl Woldemar von Arpshofen (1851)

Karl Woldemar von Arpshofen (russisch Карл-Владимир Генрихович Арпсгофен Karl-Wladimir Genrichowitsch von Arpshofen; * 24. Novemberjul. / 6. Dezember 1832greg. in Waiwara; † 14. Februarjul. / 26. Februar 1890greg. in Odessa) war ein russischer Generalleutnant.

## Leben

### Herkunft und Familie
Woldemar war Angehöriger der baltischen Freiherren von Arpshofen. Seine Eltern waren der Erbherr auf den estländischen Gutshöfen Hermannsberg und Wasahof, Gerhard Heinrich von Arpshofen (1795–1854) und Olga, geborene Warneck (1807–1883). Er war vermählt mit Sophie Wutschetitsch-Bielitz (* 1855). Aus der Ehe sind sechs Kinder hervorgegangen, darunter:
- Andrei (1875–1932), russischer Generalmajor
- Sophie (* 1877) ⚭ Paul Bulgakow (1856–1919), russischer General der Artillerie und Kommandeur des XX. Armeekorps

### Werdegang
Arpshofen begann seine Laufbahn in der Kaiserlich Russischen Armee nach seinem Abschluss im 1. Kadettenkorps 1851 im Semjonowski-Leibgarderegiment. Bei der Niederschlagung des polnischen Januaraufstands 1863  konnte er sich auszeichnen und erhielt im Folgejahr das Goldene Schwert für Tapferkeit. 1865 wurde er zudem mit dem Sankt-Stanislaus-Ordens II. Klasse ausgezeichnet, bevor er 1867 zum Oberst avancierte. Im Dezember 1868 zum Kommandeur eines Bataillons im Leibgarde-Strelkow-Regiment und erhielt 1869 den Sankt-Annen-Orden II. Klasse. Am 17. April 1870 wurde er Flügeladjutant und 1874 Kommandeur des Litauischen-Garderegiments. 
Zu Beginn des russisch-türkischen Krieges rückte er mit einem Warschauer Regiment aus. Er konnte sich mehrfach vor dem Feind auszeichnen und stieg nach der Schlacht bei Plewen am 18. Dezember 1877 zum Generalmajor der Suite des Kaisers auf, erhielt zudem den Sankt-Annen-Orden I. Klasse. 1878 bekam er die Schwerter zum Sankt-Wladimir-Orden III. Klasse, den er bereits 1874, sowie in der IV. Klasse 1872 erhalten hatte. Nach der Schlacht bei Philippopel wurde er mit dem Sankt-Stanislaus-Orden I. Klasse geehrt. Nach fast dreijähriger Krankheit wurde er im Juli 1880 zum Generalgouverneur von Odessa ernannt und war zeitweise auch Stadthauptmann ebd. In den Jahren 1884 bis 1890 war er Kommandeur der 4. Schützenbrigade und erhielt 1886 seine Beförderung zum Generalleutnant.
Arpshofen war seit 1873 Ritter des Roten Adlerordens II. Klasse, seit 1874 des Ordens der Eisernen Krone II. Klasse, sowie seit 1885 auch des Sankt-Wladimir-Ordens II. Klasse.